# Siegfried Schenke
Siegfried Schenke (ur. 6 maja 1943 w Sitzendorfie) – niemiecki lekkoatleta, sprinter, startujący w barwach NRD.
Na Letniej Uniwersjadzie w 1970 w Turynie Schenke zwyciężył w biegu na 100 metrów oraz zajął 2. miejsce w biegu na 200 metrów. Na mistrzostwach Europy w 1971 w Helsinkach zajął 4. miejsca w finałach biegów  na 100 metrów i na 200 metrów. 
Wystąpił na igrzyskach olimpijskich w 1972 w Monachium. W finale biegu na 200 metrów zajął 6. miejsce, zaś w sztafecie 4 × 100 metrów 5. miejsce. Na mistrzostwach Europy w 1974 w Rzymie zdobył wraz z kolegami (Manfred Kokot, Michael Droese i Hans-Jürgen Bombach) brązowy medal w sztafecie 4 × 100 metrów, a w biegu na 100 metrów odpadł w półfinale.
Schenke był mistrzem NRD w biegu na 100 metrów w 1970 i 1971 oraz wicemistrzem na tym dystansie w 1972 i 1973. W biegu na 200 metrów był mistrzem  w 1970 i 1972, wicemistrzem w 1972 oraz brązowym medalistą w 1971 i 1975. Był również wicemistrzem NRD w hali w biegu na 50 metrów w 1972.
Był dwukrotnym rekordzistą NRD w biegu na 200 metrów do wyniku 20,2 s, uzyskanego (razem z Bombachem) 21 1973 w Dreźnie. Wyrównał także rekord swego kraju w biegu na 100 metrów czasem 10,0 osiągniętym 29 sierpnia 1973 w Berlinie. Były to najlepsze wyniki w jego karierze.
Największe sukcesy odnosił startując w klubie SC DHfK Leipzig, a potem w SC Motor Jena.